# Asociación Deportiva San Carlos
Maillots
Dernière mise à jour : 4 juin  2025.
L'Asociación Deportiva San Carlos est un club de football costaricien basé à Ciudad Quesada.
Le club évolue en première division de 1965 à 1971, puis de 1978 à 2004, puis de 2006 à 2013, puis de 2016 à 2017, et enfin de nouveau à compter de 2018.
Il remporte son premier titre de champion du Costa Rica de première division en 2019 (Tournoi Clausura).

## Palmarès
- Championnat du Costa Rica :
  - Champion : 2019 (Clausura)

- Championnat du Costa Rica de deuxième division :
  - Champion : 1965, 1977, 1978, 2006, 2016, 2018